# Macarthur FC
Macarthur FC is een voetbalclub uit Campbelltown in Australië. De club debuteerde in het seizoen 2020/21 in de A-League. 
De club ontstond in maart 2017 toen twee aparte pogingen voor een uitbreiding van de A-League (Macarthur FC  en South West United FC) samengingen als Macarthur South West United FC. Op 15 mei 2019 kreeg de club officieel goedkeuring en zou onder de huidige naam gaan spelen. 

## Lijst met bekende (ex-)spelers
- Matt Derbyshire
- Beñat Etxebarria
- Adam Federici
- Denis Genreau
- Valère Germain
- Filip Kurto
- Mark Milligan
- Tommy Oar
- Markel Susaeta

## Lijst met trainers
- 2020-2022 : Ante Milicic
- 2022-heden : Mile Sterjovski

Adelaide United · Brisbane Roar FC · Central Coast Mariners · Macarthur FC · Melbourne City FC · Melbourne Victory · Newcastle United Jets · Perth Glory · Sydney FC · Wellington Phoenix FC · Western Sydney Wanderers · Western United

Opgeheven: Gold Coast United FC (heropgericht in 2017) · New Zealand Knights · North Queensland Fury (heropgericht in 2012)